# Опенау
Опенау (њем. Oppenau) град је у њемачкој савезној држави Баден-Виртемберг. Једно је од 51 општинског средишта округа Ортенау. Према процјени из 2010. у граду је живјело 4.949 становника. Посједује регионалну шифру (AGS) 8317098.

## Географски и демографски подаци
Опенау се налази у савезној држави Баден-Виртемберг у округу Ортенау. Град се налази на надморској висини од 277 метара. Површина општине износи 73,0 km². У самом граду је, према процјени из 2010. године, живјело 4.949 становника. Просјечна густина становништва износи 68 становника/km².